# Möllern
Möllern war eine bis zum 30. Juni 2009 bestehende Gemeinde im Burgenlandkreis in Sachsen-Anhalt. Sie ging am 1. Juli 2009 in der neu gebildeten Gemeinde Lanitz-Hassel-Tal auf.

## Geografie
Die Ortsteile der ehemaligen Gemeinde Möllern – das Kirchdorf Niedermöllern, das Pfarrdorf Obermöllern und das Kirchdorf Pomnitz – befinden sich zwischen Apolda und Naumburg (Saale) auf dem Höhenrücken der Finne.

## Klima
Klimatisch gehört die Region zum Mitteldeutschen Trockengebiet mit 536 mm Niederschlag (Mittel der letzten 25 Jahre) und einer mittleren Jahrestemperatur von 9,6 Grad Celsius.

## Geschichte
Das Ortsgebiet war schon vor der Zeitenwende besiedelt, worauf insbesondere prähistorische Funde bei Obermöllern hinweisen. Die erstmaligen urkundlichen Erwähnungen der Ortsteile der ehemaligen Gemeinde stammen aus dem Jahre 1144. Obermöllern, Niedermöllern und Pomnitz gehörten dem Kloster Pforta. Nach der Säkularisation des Klosters Pforta gehörten sie von 1543 bis 1815 zum kursächsischen Amt Pforta. Durch die Beschlüsse des Wiener Kongresses kamen die drei Orte 1815 zu Preußen und wurden 1816 dem Landkreis Naumburg im Regierungsbezirk Merseburg der Provinz Sachsen zugeteilt, zu dem sie bis 1944 gehörten.
Die Gemeinde Möllern entstand am 20. Juli 1950 durch den Zusammenschluss der bisherigen Gemeinden Obermöllern, Niedermöllern und Pomnitz. Der Ort Punschrau, der am selben Tag eingegliedert wurde, wechselte am 1. Januar 1959 nach Hassenhausen. Bis zum 30. Juni 2009 war Möllern eine selbstständige Gemeinde, in der 351 Einwohner auf 12,45 km² lebten (31. Dezember 2007). Die letzte Bürgermeisterin war Barbara Röwer. Seitdem bilden Taugwitz und Möllern die Gemeinde Lanitz-Hassel-Tal.

## Gemeinderat
Bei den Kommunalwahlen am 13. Juni 2004 konnte eine Wählergruppe alle acht Sitze im letzten Gemeinderat auf sich vereinigen.

## Sehenswürdigkeiten

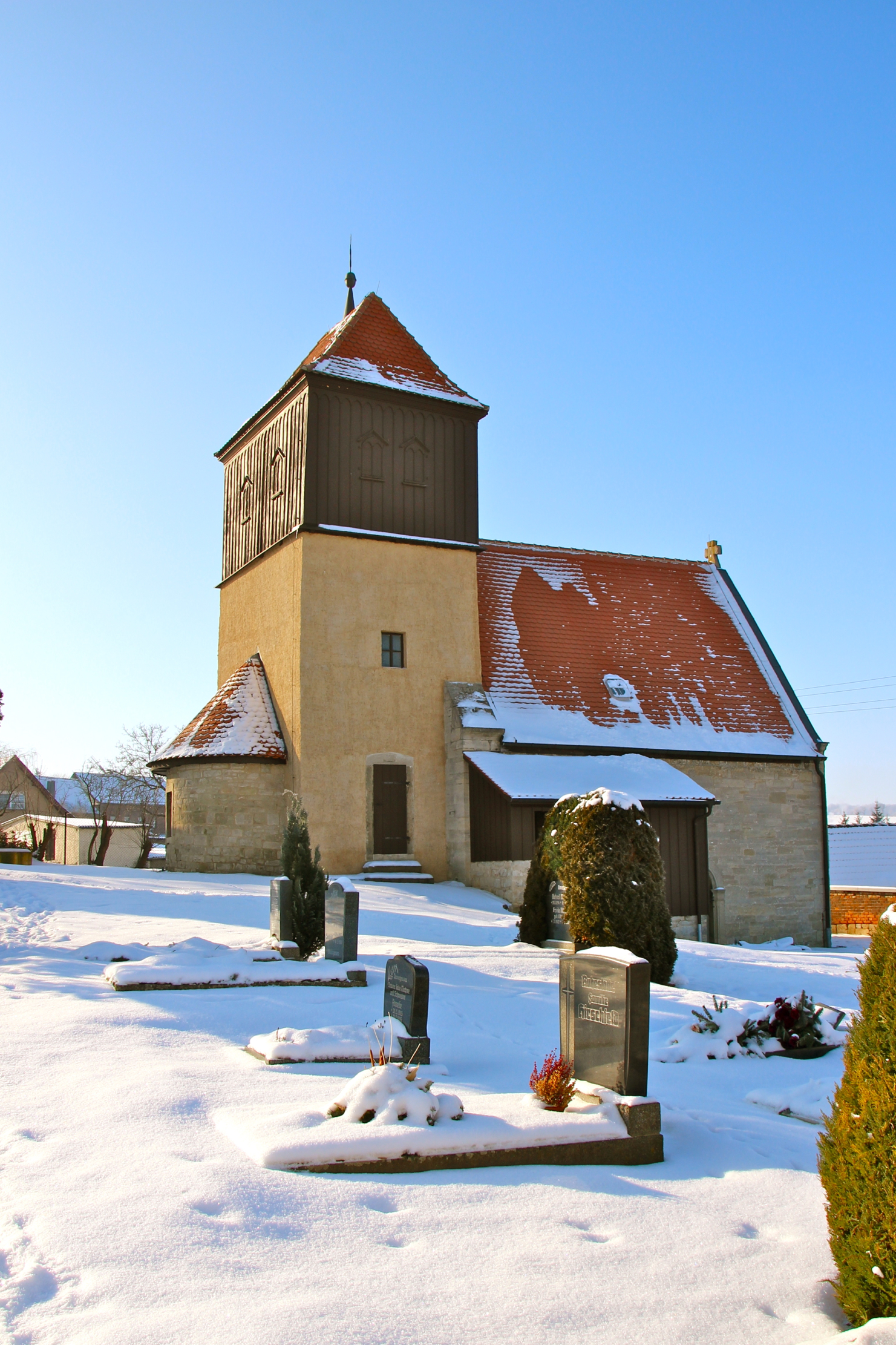
Kirche in Niedermöllern

In Obermöllern findet sich die 1856 errichtete St. Nikolaus-Kapelle, ein neoromanisches Gebäude mit einem Westturm. Die Kirche verfügt über eine Orgel von Emil Heerwagen, Klosterhäseler aus dem Jahr 1883. Die St. Georgs-Kirche in Niedermöllern – dem Drachentöter und Märtyrer St. Georg geweiht – verfügt über einen Chorturm und stammt aus der romanischen Bauepoche. Ein weiterer Sakralbau steht in Pomnitz: die 1719 erbaute und 1897 renovierte, kapellenähnliche St. Johannes-Kirche.

## Verkehr
Drei Kilometer südlich der Ortschaft verläuft die Bundesstraße 87, die von Eckartsberga nach Naumburg (Saale) führt.

## Persönlichkeiten
- Rudolph Born (* 1828 in Obermöllern; † 1895 in Greiffenberg), Mediziner, Politiker, Mitglied des Deutschen Reichstags
- Woldemar Born (* 1834 Obermöllern; † 1912 in Kassel), Jurist, Politiker, Mitglied des Preußischen Abgeordnetenhauses

## Verweise